# Bering Land Bridge National Preserve
La Bering Land Bridge National Preserve est une aire protégée américaine dans le borough de Northwest Arctic, en Alaska. Cette réserve nationale créée le 1er décembre 1978  protège 10 927 km2 sur la péninsule de Seward. Elle est gérée par le National Park Service.

## Description
La réserve nationale de Bering Land Bridge est l’une des zones les plus reculées du système de parcs nationaux des États-Unis, située sur la péninsule de Seward. La réserve comprend d’importants sites archéologiques et une variété de caractéristiques géologiques. La réserve a connu une activité volcanique récente, avec des coulées de lave et des maars remplis de lacs. Les sources chaudes sont une destination populaire pour les touristes.
Il n’y a pas de routes dans la réserve. L’accès à la réserve se fait par des avions de brousse ou des bateaux pendant les mois d’été et par des hydravions, des motoneiges ou des traîneaux à chiens pendant l’hiver. Serpentine Hot Springs est l’endroit le plus visité de la réserve. Parmi les autres endroits remarquables, mentionnons les grottes de Trail Creek, les lacs Devil Mountain et la coulée de lave Lost Jim.

## Flore et faune
La majorité des terres est constituée de toundra. Les caribous sont des survivants de l’environnement de l’ère glaciaire dans la réserve, ainsi que des bœufs musqués réintroduits. Les bœufs musqués ont été réintroduits dans la région en 1970, après avoir été anéantis au début du XXe siècle. En plus du caribou indigène, le renne de la toundra de Sibérie (Rangifer tarandus sibiricus) a été introduit en 1894, atteignant un pic de 600 000 animaux dans les années 1930. Le troupeau a depuis été réduit à environ 4 000. Le Reindeer Act de 1937 interdisait la propriété par les non-Amérindiens, et les troupeaux réduits étaient gérés par des autochtones à partir de cette époque. Les autres mammifères de la réserve sont les morses, les ours polaires, les renards roux, les ours bruns, les renards arctiques, les phoques, les gloutons et les castors. Les espèces d’oiseaux nicheurs importantes comprennent les grues des sables et les plongeurs à bec jaune. De nombreuses espèces de saumons y vivent.

## Galerie

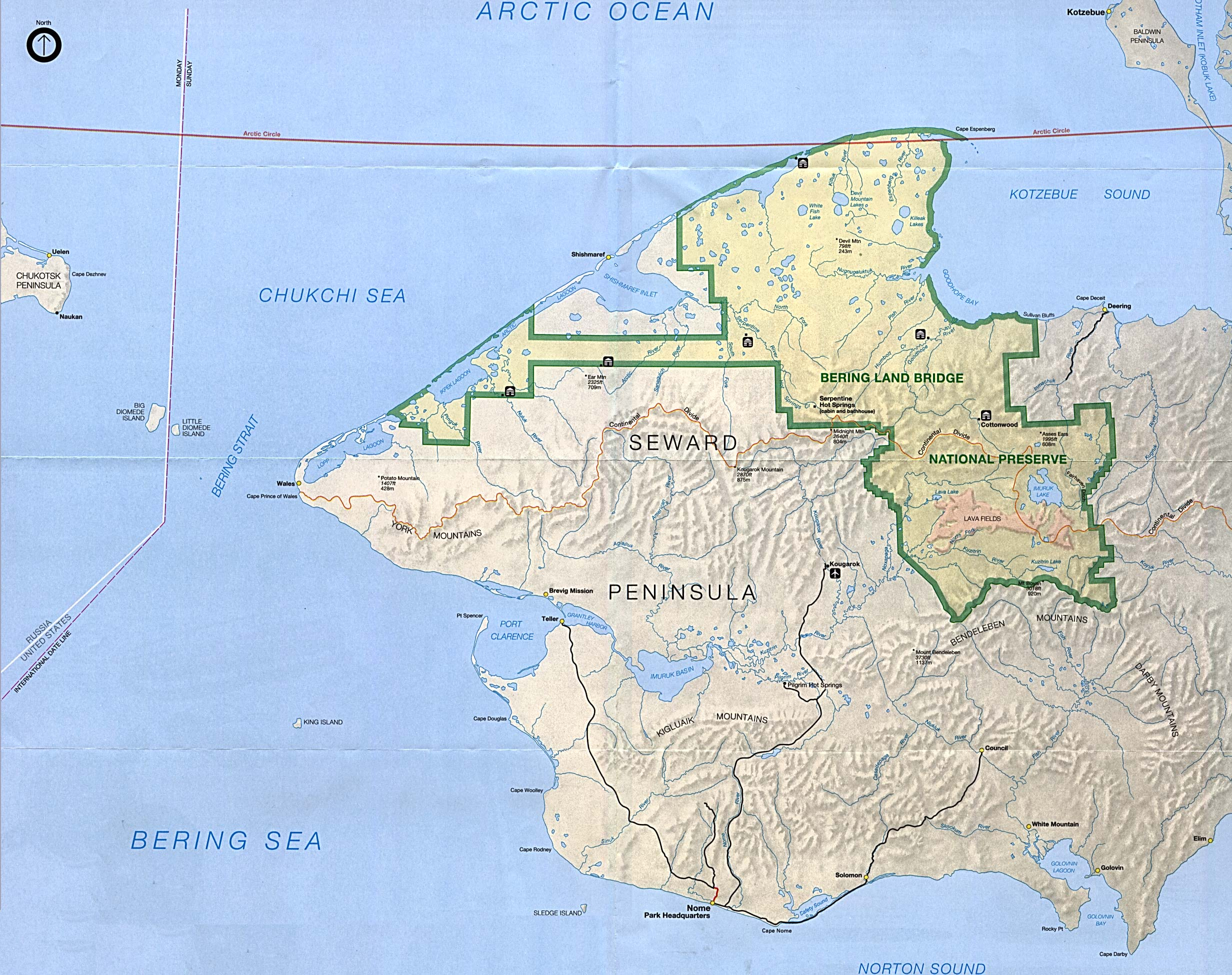
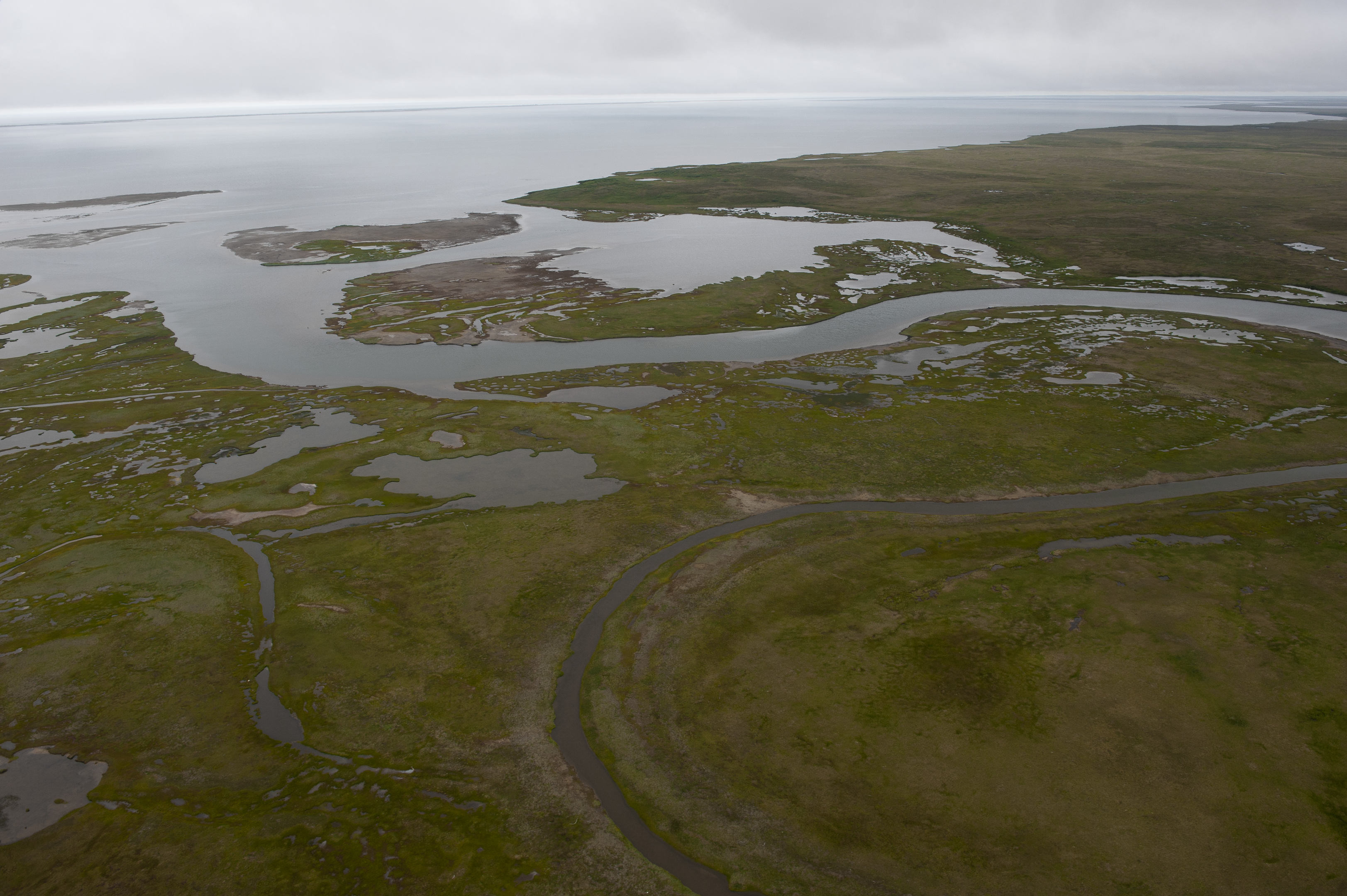
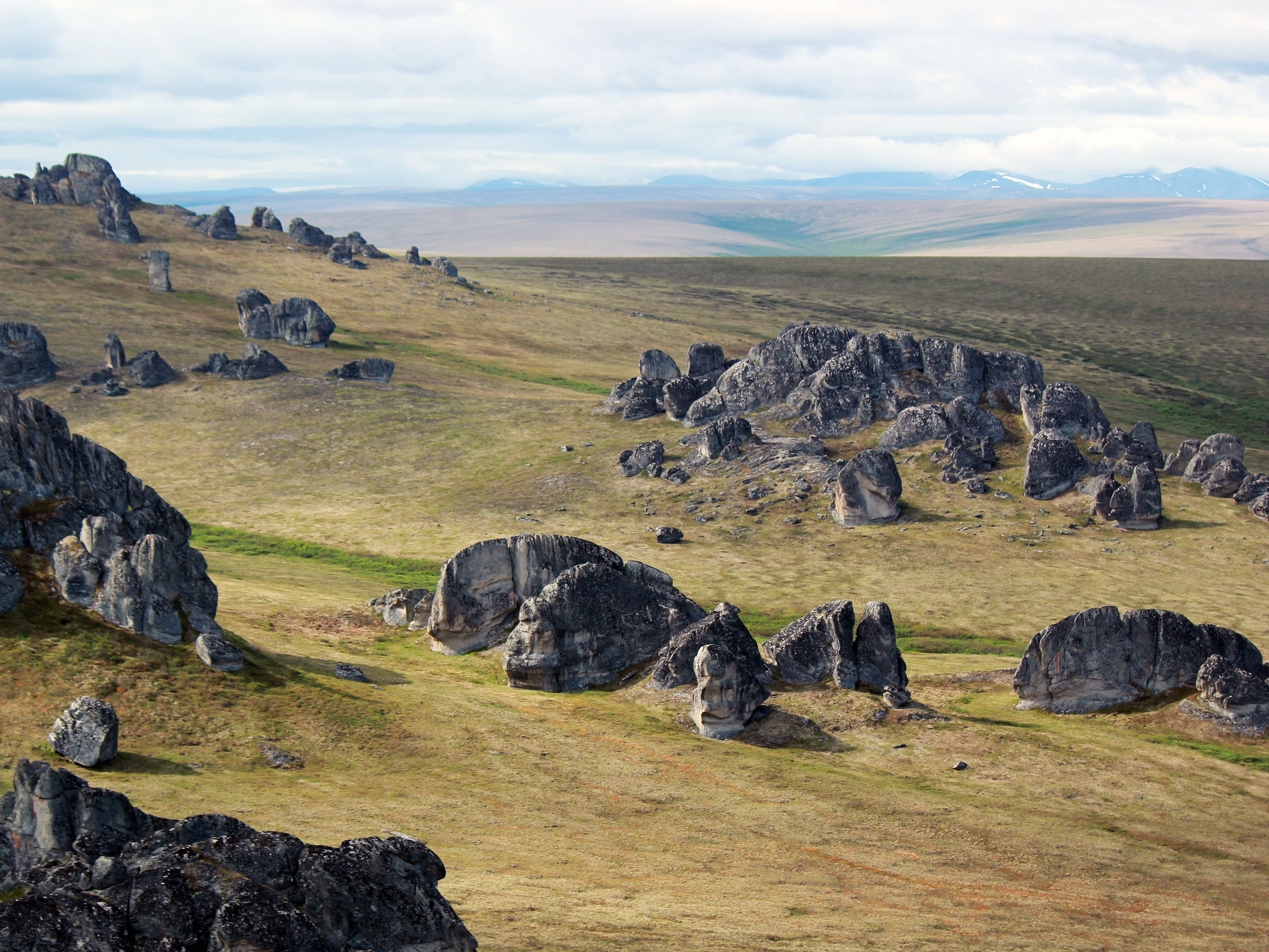
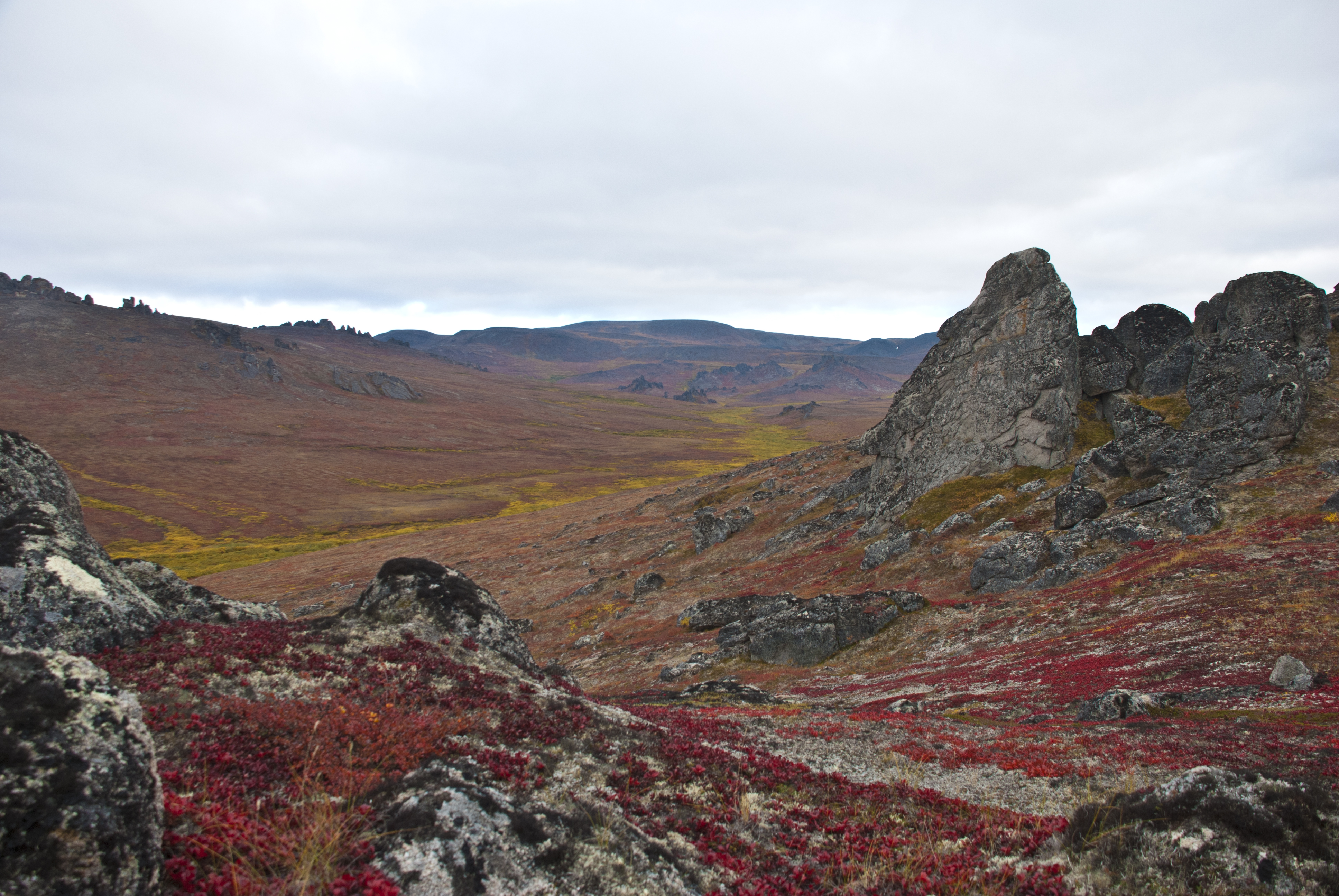
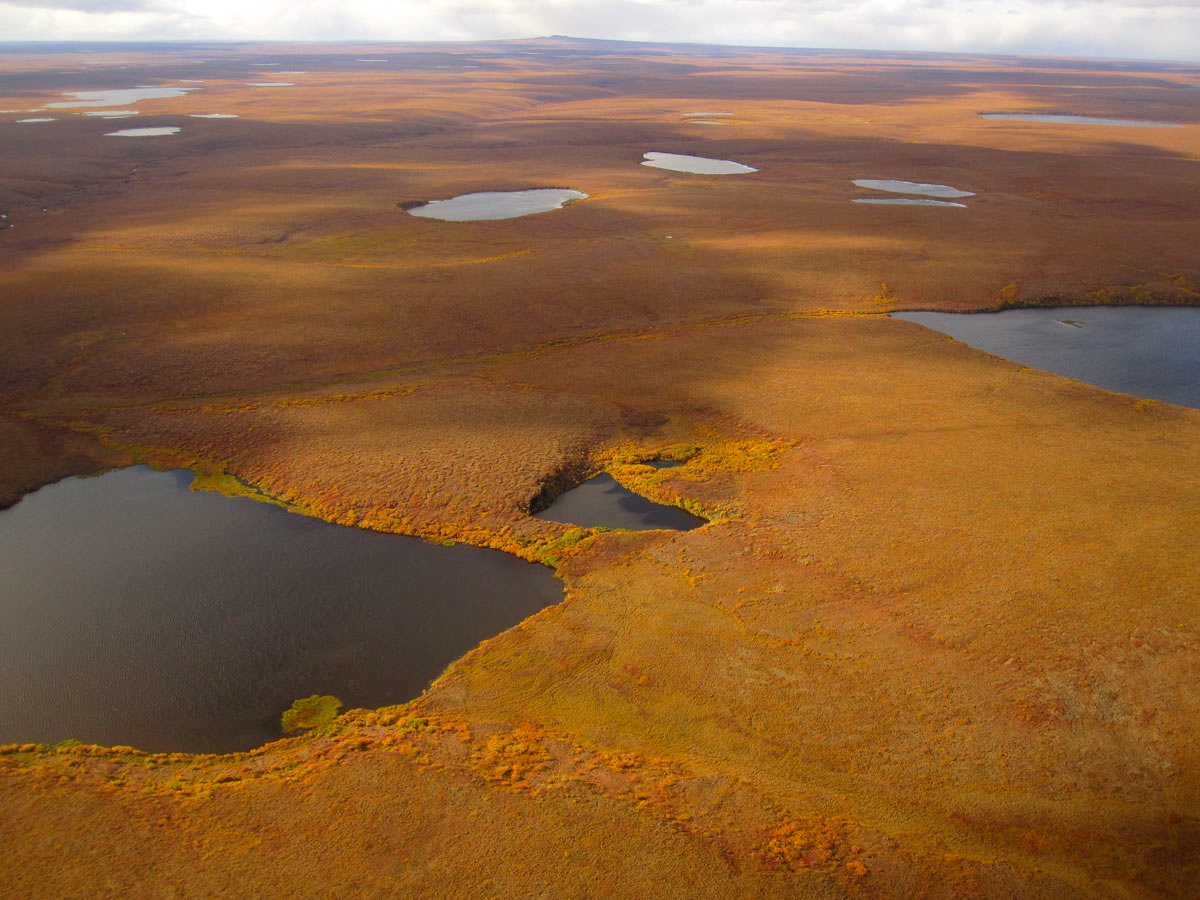
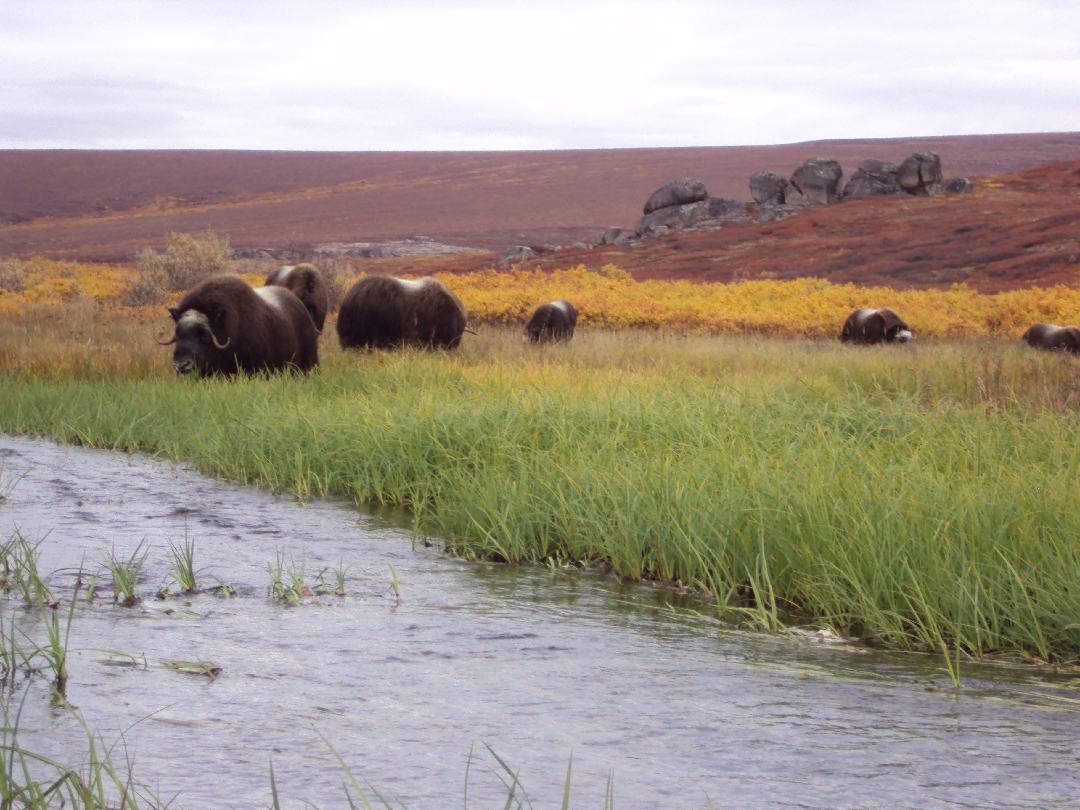